# H&K P30
H&K P30は、ドイツの銃器メーカーであるヘッケラー&コッホ社が同社のH&K P2000の改良モデルとして2006年に発表した自動拳銃である。2005年の発表時にはH&K P3000の名称で発表されていた。

## 概要
2005年にH&K P2000の改良型として発表されたのがこのP30である。元々女性警察官からの要望により、グリップのバックストラップを交換出来るP2000を開発したが、今度は男性警察官からグリップが細いとの苦情が出るようになり、あわせてグリップパネルも交換出来るようにした。また、それまで独自規格であったマウントレールを、より汎用性の高いピカティニー・レールに変更している。
また、ローディング・インジケーターにも改良が加わっており、金属プレートがせり上がって来る形となっている。また、暗闇でも見えるよう赤い蛍光塗料が塗布されている。（この機構はワルサーP99やSIG SAUER Proにもほぼ同一の機構が搭載されている。）
発売時点でドイツ連邦警察局やドイツ税関から1万3千丁の発注を受け、さらにノルウェー警察も7000丁の発注を確定している。

## バリエーション
P30
基本モデル。
P30L
スライドと銃身の長さを延長したモデル。
P30SK
コンパクトモデル。装弾数は9mm弾モデルで10発に減少している。
また、機構や引金のバネの重さには、7つのバリエーションが存在する。
|                           | （無印）       | V1   | V2    | V3                       | V4    | V5   | V6   |
| ------------------------- | -------------- | ---- | ----- | ------------------------ | ----- | ---- | ---- |
| アクション                | DA/CDA         | CDA  | CDA   | DA/SA                    | CDA   | DAO  | DAO  |
| トリガープル              | 51N/20N        | 20N  | 32.5N | 51N/20N                  | 27.5N | 36N  | 39N  |
| ハンマースパー （指掛け） | あり           | なし | なし  | あり                     | なし  | なし | なし |
| セーフティーレバー        | なし           | なし | なし  | あり                     | なし  | なし | なし |
| デコッキングレバー        | レシーバー後端 | なし | なし  | セーフティーレバーと兼用 | なし  | なし | なし |

2016年現在、9mmパラベラム弾と.40S&W弾のラインナップがある。（.357SIG弾はP2000、.45ACP弾はH&K HK45にラインナップされている）

## 採用国
- ドイツ - ドイツ陸軍[1]、ドイツ連邦警察局、ドイツ税関
- ノルウェー - ノルウェー警察
- シンガポール - シンガポール陸軍憲兵[2]